# Barca (Slovacchia)
Barca (in ungherese: Baraca, in tedesco: Wartz) è un comune della Slovacchia facente parte del distretto di Rimavská Sobota, nella regione di Banská Bystrica.
Il villaggio è citato per la prima volta nel 1334 (Barasta), in una lista di località donate dalla corona d'Ungheria alla nobile famiglia dei Ratold. Successivamente, divenne proprietà di vari feudi ecclesiastici del luogo, per poi passare, nel XVII secolo ai gesuiti di Košice. Dal 1938 al 1945 fece parte dell'Ungheria.